# Tibouchina eichleri
Tibouchina eichleri är en tvåhjärtbladig växtart som beskrevs av Célestin Alfred Cogniaux. Tibouchina eichleri ingår i släktet Tibouchina och familjen Melastomataceae. Inga underarter finns listade i Catalogue of Life.